# Nicola Lochoff
Nicola Lochoff, italianizzazione di Nikolaj Nikolaevič Lochov (in russo Николай Николаевич Лохов?; Pskov, 20 ottobre 1872 – Firenze, 7 luglio 1948), è stato un pittore e restauratore russo, attivo soprattutto in Italia come copista di opere trecentesche e quattrocentesche.

## Biografia
Nicola Lochoff era nato in una famiglia di mercanti. Suo padre, Nikolaj Aleksandrovič Lochov (morto nel 1902 e sepolto nel cimitero Mironosickoe di Pskov), era un cittadino onorario ereditario della città di Pskov che commerciava il ferro. Nel 1882 Nicola entrò nella classe preparatoria del ginnasio provinciale di Pskov, dove, con delle interruzioni a causa delle malattie, studiò fino al 1891. Quindi si trasferì all'ottavo ginnasio della società filantropica imperiale di San Pietroburgo, nel quale si laureò nel 1893. Nello stesso anno si iscrisse alla facoltà di legge dell'università pietroburghese. Negli anni successivi, per motivi vari, fu congedato molte volte e poi fu riammesso all'università. Nel marzo del 1899, venne espulso definitivamente per aver partecipato a un fermento studentesco.

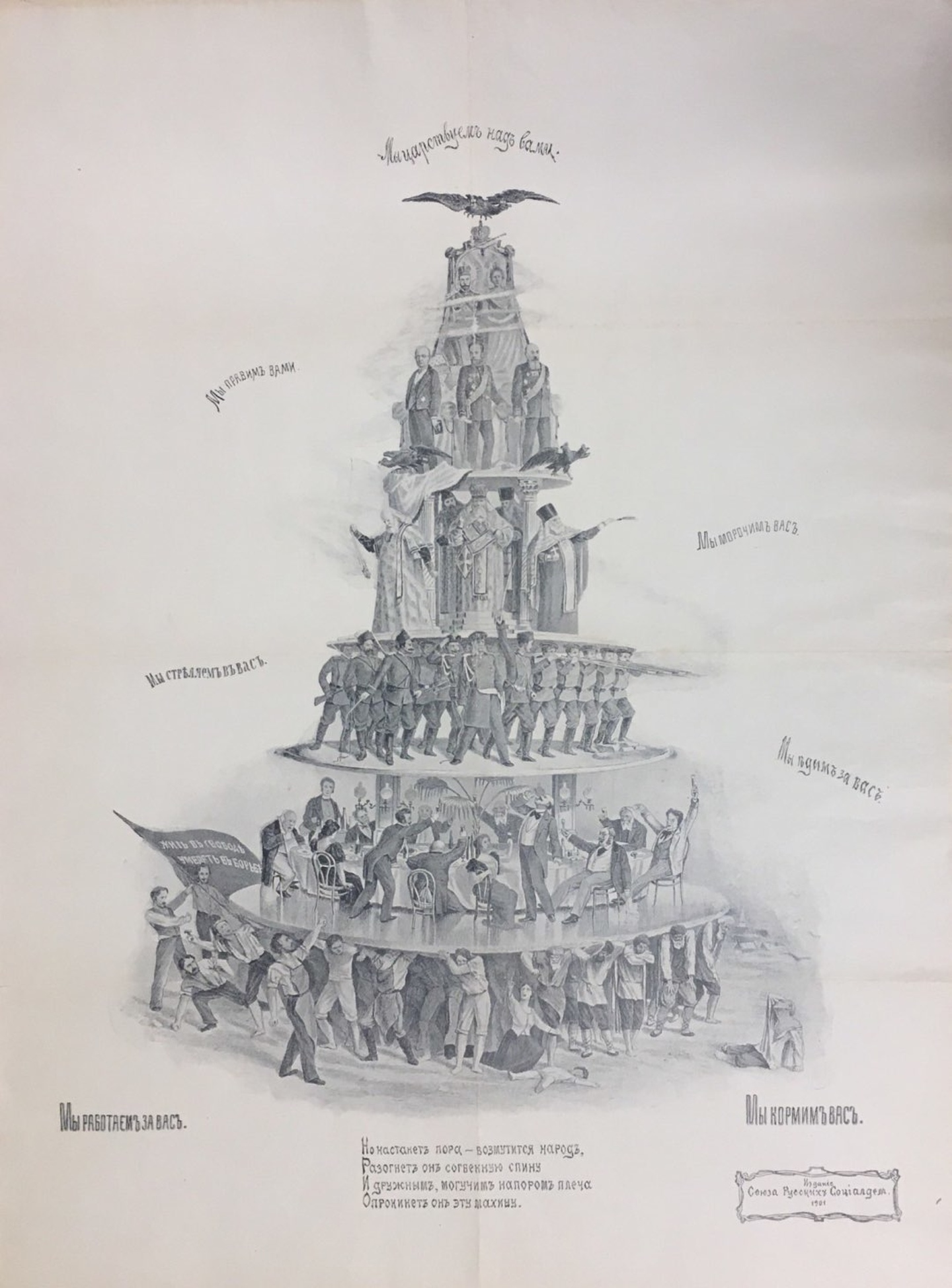
La piramide sociale, 1901

Dopo l'espulsione dall'università, Lochoff visse a Pskov, dove incontrò Vladimir Lenin, che era stato esiliato lì nel 1900 (Lenin non aveva il permesso per tornare alla capitale dopo l'esilio a Šušenskoe). Il 13 ottobre del 1900 Lochoff fu condannato all'espulsione nel governatorato di Astrachan' sotto la supervisione della polizia pubblica per quattro anni, ma fuggì all'estero. Visse in Svizzera, dove incontrò nuovamente Lenin. Dal 1899 al 1905 fu un membro del POSDR, aveva dei contatti con l'ala degli economicisti e fu a capo della direzione del giornale Rabočaja Mysl', che dibatteva con l'Iskra leniniano. Nel giornale egli scrisse degli articoli con lo pseudonimo di Ol'chin (in cirillico: Ольхин?). Nel 1901, realizzò il celebre disegno La piramide sociale. Questa immagine venne ripetuta molte volte sulla stampa e divenne la base per la creazione di numerose immagini con il titolo generale di Piramide del sistema capitalista.
Dopo il secondo congresso del Partito Operaio Socialdemocratico Russo a Bruxelles (1903), assieme ad altri rivoluzionari russi, venne espulso dal Belgio, quindi si trasferì a Londra, e da qui passò a Parigi. Nel 1906 tornò in Russia. In quel periodo, rimase deluso delle idee rivoluzionarie, quindi si ritirò dalle attività politiche e si dedicò all'arte. L'obiettivo principale della sua vita era la creazione di una galleria di copie di affreschi e dipinti dei maestri del Rinascimento italiano per la Russia. L'idea era sostenuta dal direttore del museo delle belle arti di Mosca che allora era dedicato ad Alessandro III, Ivan Vladimirovič Cvetaev (il padre di Marina Ivanovna Cvetaeva). Il sostegno finanziario venne fornito da Vladimir Vasil'evič Jakunčikov (il figlio di Vasilij Ivanovič Jakunčikov) e dalla "Società degli Amici dell'Idea di Lochoff". All'artista venne dato un pagamento in anticipo per creare 70 copie e un manuale per vivere all'estero. Nel 1907, si recò in Italia con la sua famiglia e si stabilì a Firenze.
A questo punto della sua vita si era sposato con Marija Mitrofanovna Sizareva. I futuri sposi si erano incontrati a San Pietroburgo come studenti, e divennero inseparabili per tutta la loro lunga vita passata assieme. Nella colonia russa fiorentina, Maria Lochoff occupava un posto di rilievo, essendo una custode di una chiesa. Nel 1905, il loro figlio Boris nacque a Parigi; nel 1915, la loro figlia Lidia (Lidija in russo) nacque a Firenze. Lidia Nikolaevna Lochoff, da sposata Cruciani, si occupava delle traduzioni dal russo all'italiano. Secondo i suoi testi, per esempio, il teatro fiorentino di opera e balletto, il Comunale, mise in scena le opere Mazepa di Čajkovskij e Guerra e pace di Prokof'ev. Padre e figlia tradussero in italiano il romanzo L'odio di Pëtr Nikolaevič Krasnov, che venne pubblicato in Italia nel 1934.

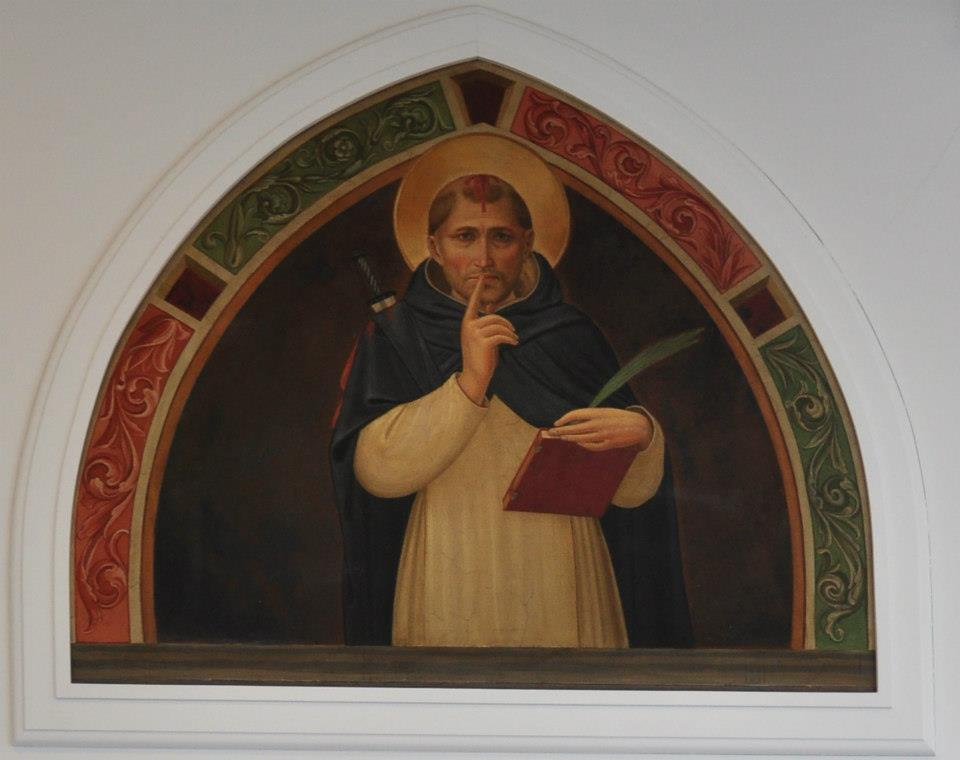
Una copia del San Pietro Martire che ingiunge il silenzio del Beato Angelico

Non avendo un'educazione artistica, Lochoff era un autodidatta, che imparò intuitivamente i segreti dell'arte e li sperimentò personalmente. Le sue copie erano note per la loro accuratezza perfetta e la fedeltà assoluta nei confronti degli originali. Egli stesso realizzava la base e la pittura secondo le ricette antiche, ripeteva la trama delle opere, la natura delle pennellate, la sequenza dello strato e degli smalti, le tecniche personali degli antichi maestri.

Durante la prima guerra mondiale fu tagliato ogni suo contatto con la Russia, smise di ricevere dei benefici ed era in povertà, ma continuò a lavorare, senza rinunciare al sogno di inviare a casa una collezione delle sue "opere". Negli anni 1920, iniziò a lavorare professionalmente al restauro e ricevette degli incarichi dal governo italiano. In particolare, restaurò gli affreschi del Beato Angelico nel chiostro del convento di San Marco. Tra il 1924 e il 1925, visitò varie volte Parigi come esperto della pittura italiana antica. Tra il 1927 e il 1928 vendette alcune riproduzioni delle opere copiate a dei musei e delle collezioni private, ma i quadri venduti venivano ricreati, prendendosi cura dell'integrità della collezione. Negli anni 1930 dipinse dei paesaggi dell'Italia centrale (ne rimangono dieci).

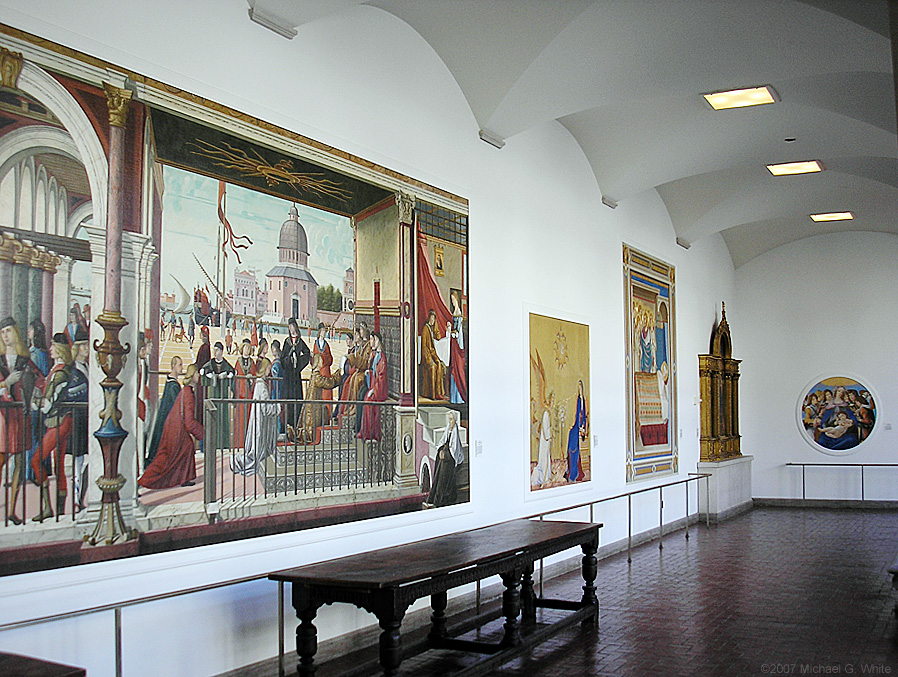
Delle opere di Lochoff nel chiostro a lui dedicato dell'edificio di belle arti dell'università di Pittsburgh

All'inizio degli anni 1920 Lochoff stabilì una relazione con il personale del museo d'arte Fogg all'università di Harvard. Passo dopo passo, il museo acquistò tre copie di pitture fiorentine dal maestro: la Cacciata dei progenitori dall'Eden di Masaccio, dalla chiesa del Carmine; la Processione dei Magi di Benozzo Gozzoli, dal palazzo Medici Riccardi; il Concerto di Giorgione, dal Palazzo Pitti. Delle altre istituzioni statunitensi che acquisirono delle opere di Lochoff includono: il museo d'arte di Portland nell'Oregon (i ritratti del duca e della duchessa di Urbino di Piero della Francesca, dagli Uffizi); la St. Mark's School a Southborough (un trittico di Giovanni Bellini, dalla chiesa dei Frari veneziana); la St. Paul's School di Concord, nel New Hampshire (la Madonna col Bambino tra i santi Giovanni Battista e Francesco di Pietro Lorenzetti, dalla basilica di San Francesco d'Assisi), e altri.
La sua residenza si trovava a Firenze, al numero 78 di via dei della Robbia. Nicola Lochoff morì il 7 luglio 1948 e fu sepolto nel cosiddetto cimitero acattolico degli Allori.
Gli eredi dell'artista, attraverso l'ambasciata a Roma, offrirono all'Unione Sovietica di acquistare una collezione di opere, ma i sovietici si rifiutarono. Allora, con l'assistenza dello storico dell'arte Bernard Berenson, ventidue copie furono comprate da Helen Frick, la figlia del collezionista statunitense Henry Clay Frick, che alla fine le donò all'università di Pittsburgh, dove sono attualmente in mostra nel chiostro Nicola Lochoff del Frick Fine Arts Building ("edificio di belle arti di Frick") dell'università. Il 21 dicembre del 2017, una targa commemorativa in suo onore venne installata presso l'edificio del ginnasio di Pskov, dove l'artista aveva studiato.

## Galleria d'immagini

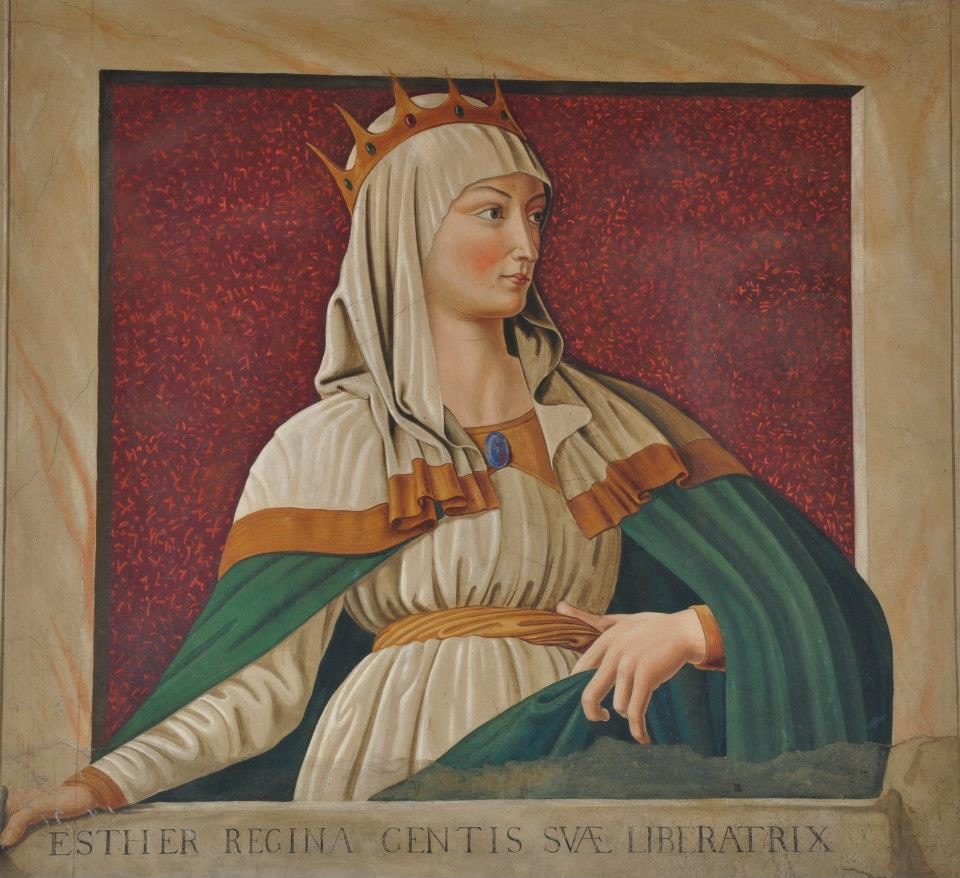
Una copia dell'Ester di Andrea del Castagno
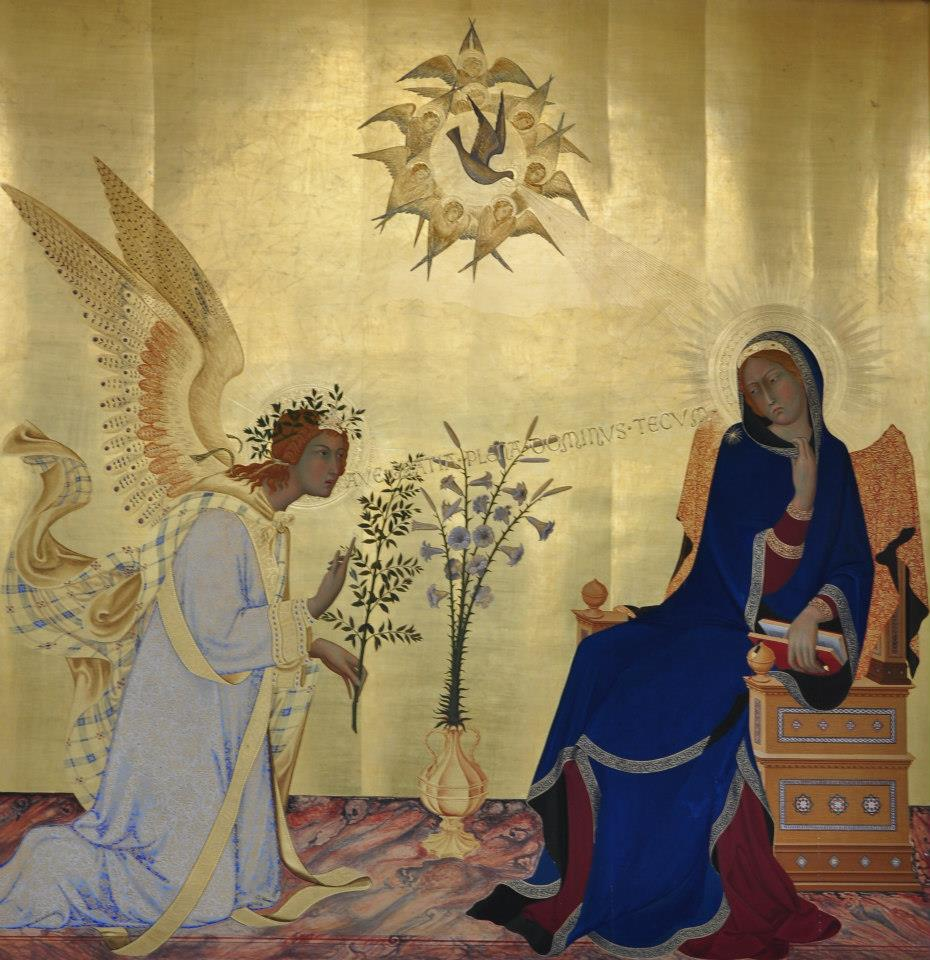
Una copia dell'Annunciazione di Simone Martini
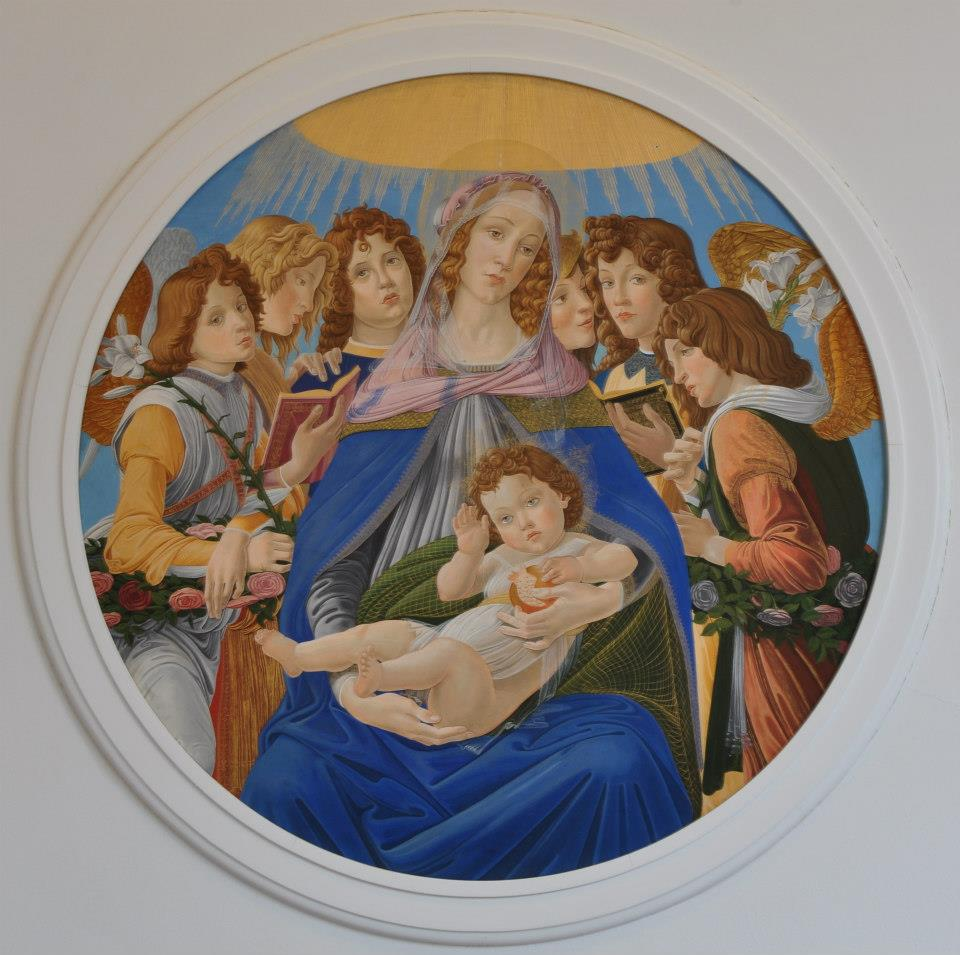
Una copia della Madonna della melagrana di Sandro Botticelli
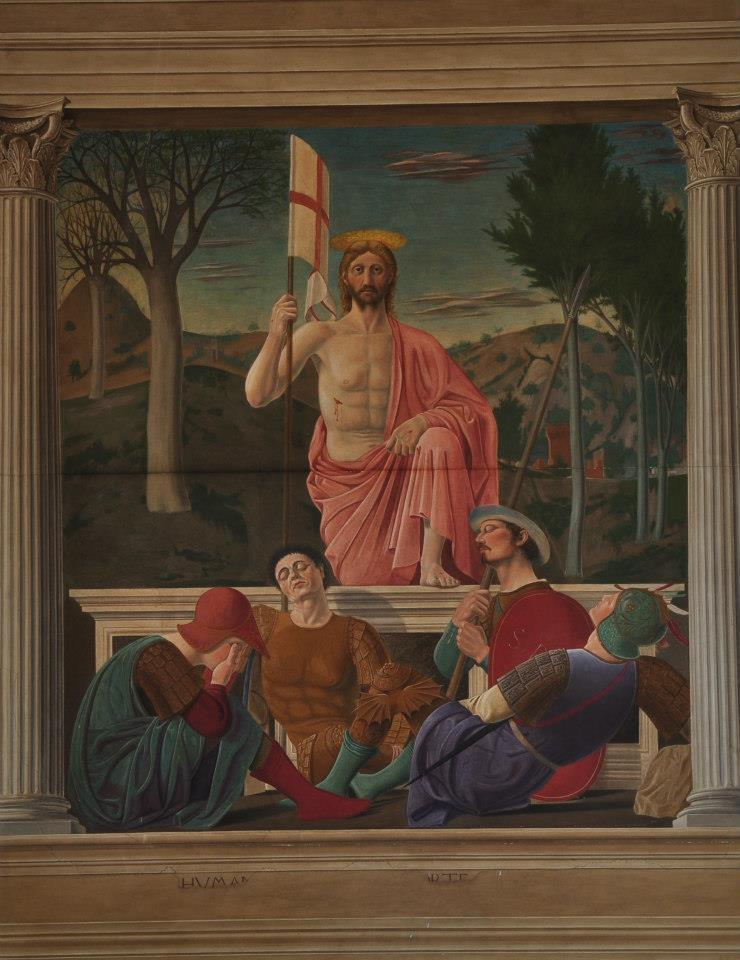
Una copia della Resurrezione di Piero della Francesca
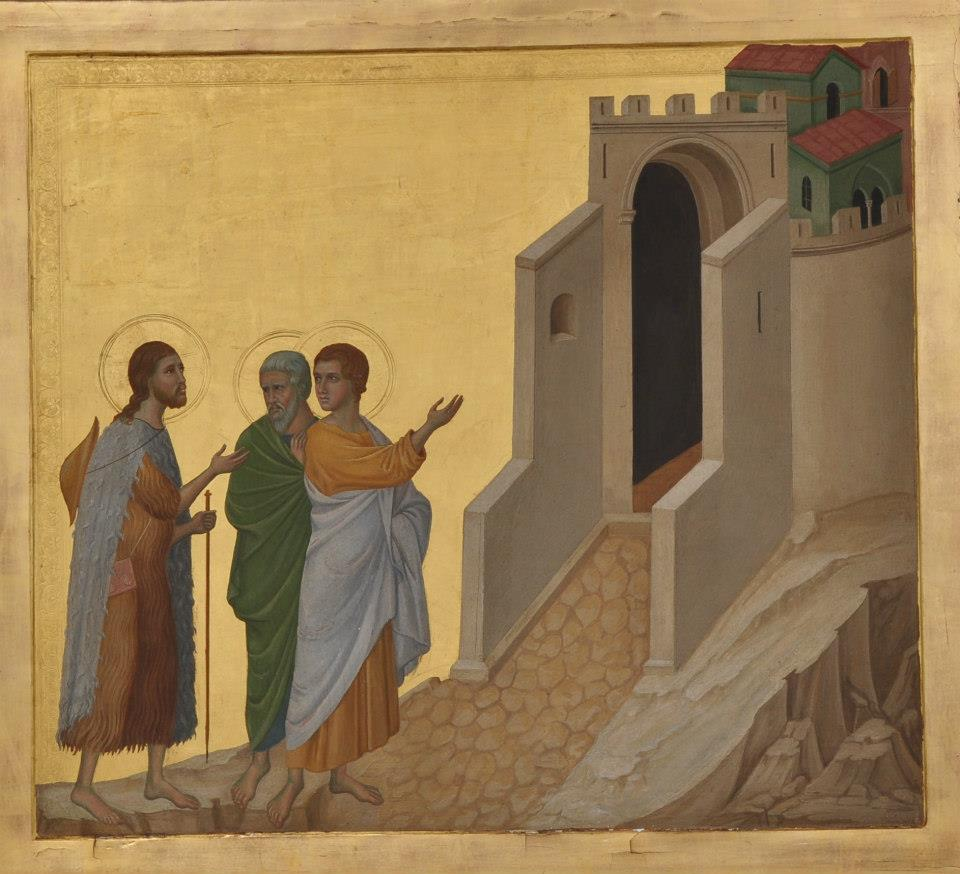
Una copia di un dettaglio della Maestà di Duccio di Buoninsegna
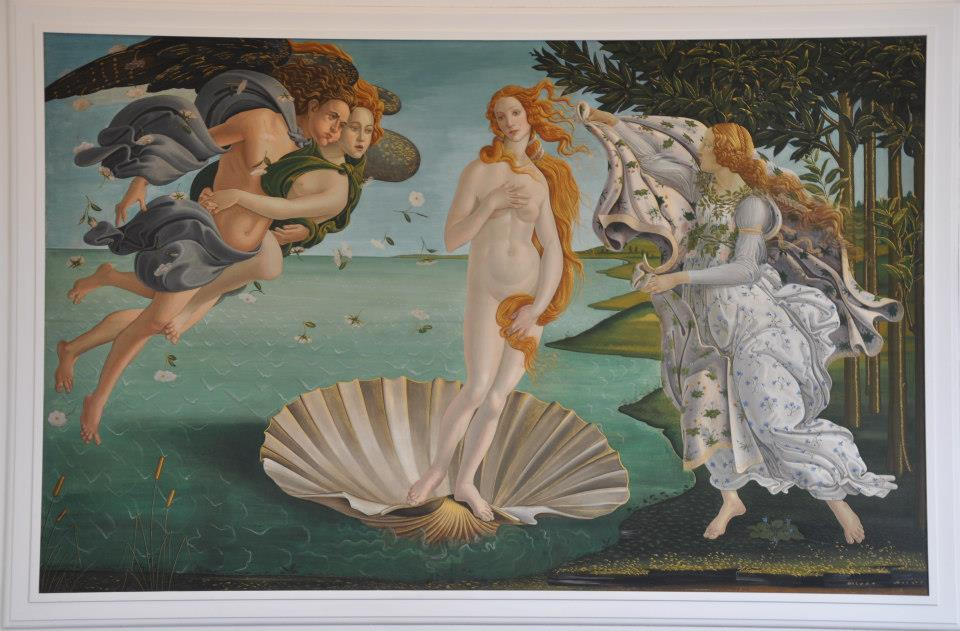
Una copia della Nascita di Venere di Sandro Botticelli